# أبولونيوس الرودسي
أبولونيوس الرودسي (بالإنجليزى ة: Apollonius of Rhodes - باليونانى ة: Ἀπολλώνιος Ῥόδιος (ولد حوالي سنة 295 ق م - توفي حوالي سنة 215 ق م) شاعر من أصل يوناني ولد في الإسكندرية أو نقراطيس في مصر، بلقب بـ«الرودسى» لأنه تقاعد عن الحياة العامة وهاجر إلى جزيرة رودس إثر خلاف حاد بينه وبين أستاذه كاليماخوس القوريني Callimachus . يعد أبرز شعراء العصر الهيلينستى وباحثيه. وكانت أعظم قصائده ملحمة شعرية اسمها «ارغونوتيكا» Argonautica وهي تدور حول (قصة بحارة السفينة أرغو) وكانت ملحمته رائعة عصرها بعد أن قام بتنقيحها وتشذيبها في أثناء اغترابه في رودس، عين رئيسا لمكتبة الإسكندرية (240- 235 ق.م) في عهد بطليموس الخامس.

## ملحمة الأرغونوتيكا
تتألف رائعة أبولونيوس من أربعة كتب يصف الأول والثاني منها رحلة جيسون (ياسون) Jason إلى البحر الأسود على متن السفينة أرغو Argo بصحبة خمسين من أشجع أبطال اليونان بغرض الحصول على الجزة الذهبية المعلقة على شجرة بلوط مقدسة في الأرض الهمجية لكولخيس Colchis. ويتناول الكتاب الثالث منها حصوله على هذه الجزة بمعونة ميديا ابنة ملك كولخيس التي فرت معه عائدة إلى بلاد اليونان في رحلة صعبة وشاقة وطويلة عن طريق نهر الدانوب والبحر الأدرياتيكي والبحر المتوسط وصفها الكتاب الرابع والأخير بدقة وإسهاب.
كان أبولونيوس أول شاعر ملحمي يقسم ملحمته إلى كتب؛ وملحمته هي الملحمة الوحيدة التي ترقى في مداها وموضوعها إلى المقارنة بملحمتي هوميروس، ولذا كانت بحق الملحمة العظيمة للحقبة الإسكندرية. تقع أبيات الملحمة التي نظمت على البحر السداسي التفعيلة في 5834 بيتاً، قدّم فيها أبولونيوس أسطورة آرغو المشهورة على نحو ممتع ومفيد، كفله تبحره في العبادات والعادات والآثار وشروحه الخبيرة للأسماء التي عاد فيها إلى أمهات كتب الثقات التي تشير إليها حواشيه. وربما كان من أبرز عوامل السحر الذي انطوت عليه أن عاطفة الحب قد تسنمت فيها مكانة بارزة، إذ ليس هناك من شاعر يوناني، خلا سافو Sappho، استطاع تصوير يقظة الحب في قلب امرأة شابة، ومتابعة تطوره النفسي عن كثب كما فعل أبولونيوس الذي اتسم تصويره بالحيوية والروعة والسحر والصدق في آن معاً.
لقد كان أبولونيوس سيد من يصف الظلال، ويجدّد في التشبيهات، ويرسم المشاهد المتألقة، ويشير إلى المفارقات الدقيقة في نفوس شخصياته وحياتها. وعلى الرغم من ذلك فإن ملحمته لم تخل من بعض العيوب التي ربما كان من أبرزها افتقارها إلى الوحدة البنيوية والتشخيص المحكم: فكثيراً ما ينحدر السرد فيها إلى مقاطع مفككة لا روح فيها، وجيسون بطلها المركزي يبدو بطلاً غير ملهم، يفتقر إلى الحيوية، وتعوزه طاقة القائد البطولي الجدير بملحمة كهذه.

## التأثير الأدبي لملحمة الأرغونوتيكا
يبدو أن سر نجاح هذه الملحمة في عصرها، وما تلاه من عصور، يعود إلى قدرة أبولونيوس على التنقيح المصقول للغة هوميروس ليصف بها عالماً جديداً مفعماً بالعاطفة الرومنسية - الأمر الذي كفل له تقديراً واسعاً في الحقبة الإمبراطورية، وتأثيراً ملهماً في فيرجيل vergilius صاحب «الإنيادة».
والحقيقة أن ثمة أصداء واضحة لملحمته في «الفردوس المفقود» Paradise Lost لجون ميلتون وفي «حياة جيسون وموته» The Life and Death of Jason لويليام موريس William Morris ولكن هذه الأصداء عدت خافتة ومحدودة في الأدب الحديث، وهو مصير لا تستحقه ولا يستحقه صاحبها الذي كتب قصائد كثيرة على طريقة عصره. وعدداً لا بأس به من المؤلفات تناول فيها أرخيلوخوس، وأنتيماخوس، وهِزيودوس وغيرهم.

## روابط خارجية
- أبولونيوس الرودسي على موقع IMDb (الإنجليزية)
- أبولونيوس الرودسي على موقع الموسوعة البريطانية (الإنجليزية)
- أبولونيوس الرودسي على موقع قاعدة بيانات الفيلم (الإنجليزية)